# Лида де Малкиэль, Мария Роса
Мария Роса Лида де Малкиэль, собственно Мария Роса Лида (исп. María Rosa Lida de Malkiel, 7 ноября 1910, Буэнос-Айрес — 25 ноября 1962, Окленд) — аргентинский филолог, антиковед и испанист.

## Биография
Из еврейской семьи, эмигрировавшей в Аргентину из Австро-Венгрии (из Западной Украины). Блестяще окончила лицей для девочек (1927), а затем — факультет философии и литературы Университета Буэнос-Айреса (1932). Сотрудник Института филологии, где работала под руководством выдающегося филолога Амадо Алонсо. Преподавала латынь и греческий. Защитила докторскую диссертацию о творчестве испанского поэта-аллегорика Хуана де Мены (1947). После национализации университетов при Пероне эмигрировала в США, где вышла замуж за филолога, специалиста по романским языкам Якова Малкиэля (он родился в Киеве, эмигрировал из Германии). Преподавала в Гарварде, в Беркли, Урбана-Шампейн, Коламбусе, Стэнфорде. Перевела «Историю» Геродота (1949). Большое значение имел её перевод c английского книги Говарда Роллин Пэтча «Иной мир в средневековой литературе» (1956), к которому она присовокупила обширный очерк об изображении иного мира в испаноязычной словесности (к книге и приложению не раз обращался Борхес). Последние 15 лет жизни работала над монографией о «Селестине», которая была опубликована уже после её кончины.
Умерла от рака.

### Семья
Старший брат — филолог-испанист Раймундо Лида (1908, Лемберг — 1979, Кембридж).

## Избранные труды
- Introducción al teatro de Sófocles, Buenos Aires, Losada, 1944 (переизд. 1983).
- Juan de Mena: poeta del prerrenacimiento español. México: Colegio de México, 1950.
- La idea de la fama en la Edad Media castellana. México: FCE, 1952.
- Howard Rollin Patch: El otro mundo en la literatura medieval. México: Fondo de Cultura Económica, 1956 (перевод и послесловие)
- Two Spanish masterpieces: the Book of Good Love and The Celestina. Urbana: The University of Illinois Press, 1961 (исп. изд. 1966).
- La originalidad artística de «La Celestina». Buenos Aires: EUDEBA, 1962.
- Estudios de literatura española y comparada, Buenos Aires: Losada, 1964 (переизд. 1977).
- Jerusalen: el tema literario de su cerco y destrucción por los romanos. Buenos Aires: UBA, Facultad de Filosofía y Letras, 1972.
- Dido en la literatura española. Su retrato y defensa, London, Tamesis Books, 1974.
- La tradición clásica en España. Barcelona: Ariel, 1975.
- El cuento popular y otros ensayos. Buenos Aires: Losada, 1976.
- Herodes: su persona, reinado y dinastía. Madrid: Castalia, 1977.

## Признание
Член Испанской королевской академии (1953), Аргентинской академии словесности (1959). Почётный доктор колледжа Смита (1955), Университета Буэнос-Айреса.